# Саган-Нур
Саган-Ну́р (бур. Сагаан Нуур — Белое озеро) — посёлок в Мухоршибирском районе Бурятии. Образует сельское поселение «Саганнурское».

## Этимология
Название поселения происходит от бур. Сагаан Нуур — «белое озеро», так буряты называют озёра, берега которых покрыты белым налётом солей, в отличие от Харанор — «чёрное озеро», озёра с чёрным илистым побережьем.

## География
Расположен на крайнем северо-востоке района, в 4 км от границы с Забайкальским краем, в 13 км к северу от федеральной магистрали Р258 Иркутск — Чита, в верховьях Тугнуйской долины, у подножия хребта Цаган-Дабан. Расстояние до районного центра, села Мухоршибирь — 69 км.

## Население
| 2002  | 2010  | 2012  | 2013  | 2014  | 2015  | 2016  |
| ----- | ----- | ----- | ----- | ----- | ----- | ----- |
| 4402  | ↘4142 | ↘4100 | ↘4079 | ↘4035 | ↘3975 | ↗3997 |
| 2017  | 2018  | 2019  | 2020  | 2021  | 2023  | 2024  |
| ↘3985 | ↗4048 | ↗4088 | ↘4087 | ↘4069 | ↘4058 | ↘4033 |

## Экономика
- Основное градообразующее предприятие — ОАО «Разрез Тугнуйский» (СУЭК) — специализируется на добыче каменного угля открытым способом. Является крупнейшим угледобывающим предприятием Бурятии.
- От грузовой станции Тугнуй осуществляются поставки угля до станции Челутай на Транссибирской магистрали.
- Горно-обогатительная фабрика
- Тепличный комплекс по выращиванию овощей ООО «Солнце Тугнуя» мощностью 450 тонн в год.[16]

## Инфраструктура
- средняя общеобразовательная школа на 1266 учеников[17]
- школа искусств
- врачебная амбулатория
- 25-метровый плавательный бассейн[18]
- лыжная база
- физкультурно оздоровительный комплекс "Угольщик"
- профилакторий
- центр культурного развития "Созвездие"